# Therioaphis loti
Therioaphis loti är en insektsart. Therioaphis loti ingår i släktet Therioaphis och familjen långrörsbladlöss. Inga underarter finns listade i Catalogue of Life.